# جان دبلیو دونی
جان دبلیو دونی (انگلیسی: John W. Downey; ۱ ژانویهٔ ۱۹۲۷ – ۱ ژانویهٔ ۲۰۰۴) رهبر (موسیقی)، آهنگساز، و نوازنده پیانو اهل ایالات متحده آمریکا بود.
وی همچنین برندهٔ جوایزی همچون برنامه فولبرایت شده‌است.